# 宮保村
宮保村（みやぼむら）は、石川県石川郡に存在した村。

## 地理
- 現在の白山市、及び旧・松任市の西部に位置。西方は日本海に面する。
- 当時は稲作が多かった他、ワラ製品、羽二重を生産していた所もあった。
- 河川など:山島用水

## 歴史
- 鎌倉時代 - 「宮保」（みやのほ）、「笠間東保」（かさまひがしのほ）の保名が存在した。
- 1889年（明治22年）4月1日 - 町村制の施行により、宮保村、小川村及び黒瀬村の区域をもって、石川郡笠島村が発足する。笠島の村名は、この地が中世は笠間保、江戸時代は山島郷の中にあったことから、この両者の名を合成した。
- 1899年（明治32年）3月17日 - 笠島村から宮保村に名称を変更する。当時、隣接の笠間村との混同が多かったという事情から名称を変更したという。
- 1911年（明治44年）〜1925年（大正14年） - 耕地整理を実施。
- 1947年（昭和22年） - 村立宮保中学校創立。
- 1953年（昭和28年） - 宮保中学校が石川村外三ヶ村中学校組合立笠間中学校（現・白山市立笠間中学校）に統合。
- 1954年（昭和29年）11月3日 - 松任町、旭村、中奥村、林中村、一木村、出城村、御手洗村、笠間村、宮保村、柏野村及び石川村が合併して、改めて松任町が発足する。3大字は松任町の町名に継承、同時に宮保の区域の一部から七郎町及び法仏町、又、小川の区域の一部から上小川町が分立する。
- 2005年（平成17年）2月1日 - 松任市、美川町、鶴来町、河内村、吉野谷村、鳥越村、尾口村及び白峰村が合併して、白山市が発足する[1] 。

## 教育
- 宮保村立宮保小学校

（後の松任町立（松任市立）宮保小学校。1977年（昭和52年）4月1日に笠間小学校と統合し、松陽小学校が創立されたため閉校。）